# Annelise Coberger
Annelise Coberger (n. 16 septembrie 1971, Christchurch, Noua Zeelandă) este o schioare alpină ce a reprezentat Noua Zeelandă, medaliată olimpică. A participat la 2 ediții ale Jocurilor Olimpice (1992, 1994) în care a câștigat o medalie de argint.